# Limi
Limi是台灣 chill pop 獨立雙人男女組合，過去曾是「睡帽樂團」主唱白淩（Li）、貝斯手呂旻（Mi）組成。他們於 2019 年 3 月 22 日以單曲《我的夜晚是不是你的白天》出道。首張專輯《二分之一》於 2019 年 11 月發行，並獲提名 第 31 屆金曲獎最佳演唱錄音專輯獎、Apple Music Awards 2019 矚目新人及最佳 Top 100，以及 2020 KKBOX 潮流新聲。2022 年在 Spotify 上獲得了超過 130 個國家/地區的超過 100 萬次串流播放量。
Limi 的音樂風格融合了 chill pop （休閒音樂）、trip-hop（痴哈）、lo-fi（低保真音樂）、迪斯科、氛圍音樂、另類舞曲和電子舞曲（EDM） 等多種流派，而他們的歌詞則側重於抒發成人愛情和現代浪漫關係的情感。Limi 也說他們的唱片和相關作品也受到了易碎動物（Glass Animals）、Offonoff、PENOMECO 和 Easy Life 等藝術家的啟發。

## 樂隊組成
Li 和 Mi 在大學相識，一起參與了台灣獨立樂團「睡帽樂團」。後來，Li 和 Mi 開始組成 chill pop 獨立雙人男女組合。團名的來由來自 Li 的媽媽。她說他們的名字白淩（Li）跟呂旻（Mi）都很好聽。於是，Li 乾脆將他們的名字組合在一起，為樂團命名—Limi。Li 擔任主唱和製作人，而 Mi 則是負責演奏、編曲和錄製幾乎所有歌曲。

## 生涯
2019：《二分之一》
Limi 在 YouTube 上以少女漫畫的風格創建了自己的官方音樂頻道，但最初並未透露自己作為睡帽樂團前成員的身份。以「漫畫」和「成人之愛」為主題，從 2019 年 3 月 22 日首支單曲《我的夜晚是不是你的白天》開始，每月推出一首熱戀歌曲。第一首單曲的 YouTube 影片上獲得了超過 140 萬次觀看。2019 年 11 月 15 日，他們將所有這些流行的熱戀歌曲，包括與歌手李友廷和陳嫺靜的合作，收錄到他們的第一張專輯《二分之一》中。專輯獲得第 31 屆金曲獎最佳演唱專輯獎等多項提名。
2020-2021：與當地獨立藝人合作
2020 年 5 月 29 日，Li 與 EDM 二人組 G5SH 合作，在他們的第二張專輯 Project Krane 中創作了一首名為《時間三點半》的單曲。2020 年 10 月 7 日，Limi 與慢慢說樂團和婁峻碩一起推出了一首名為《OSO》的單曲，混合了民謠、電子音樂和嘻哈音樂。2020 年 10 月 17 日，Limi出演黃大謙的第一首單曲《想要離開你》。2021 年 8 月 2 日，Limi 與 icyball冰球樂團合作《搖啊搖》。
2022 年至今：壞壞寶貝
2022 年 3 月 13 日，Limi 發行了第二張專輯《壞壞寶貝 Bad Babe》。專輯概念延續了他們第一張專輯《二分之一》的故事情節，重點關注主角從天真的女孩到成熟大膽的「壞小貓」的轉變。這次 Limi 將迪斯科、氛圍音樂和另類舞蹈融入這張雙語專輯中。2022 年 5 月 12 日，Limi 發布了由台北創作歌手EMMA主演的官方音樂錄影帶《Ice Cream》。2022 年 6 月 29 日，Li 出演 wannasleep李奕賢 的單曲《夜間限定》。2022 年 12 月 13 日，兩人參與了相模音樂企劃 2022 跨界合作，發布主打歌《壞壞寶貝》中文版官方 MV。

## 音樂作品
單曲
- 《我的夜晚是不是你的白天》
- 《世界很大，而我》
- 《雨季型戀人》
- 《我害你》
- 《ON & ON》
- 《半空中》（feat. 李友廷）
- 《像無數的星星》
- 《二分之一》
- 《We Don't Talk About Love》（feat. 陳嫺靜）
- 《白雲間》
- 《我的夜晚是不是你的白天（晚安版）》
- 《雨季型戀人（毛毛雨版》
- 《時間三點半》（ G5SH feat. Li）
- 《OSO》（Limi、慢慢說樂團和婁峻碩）
- 《想要離開你》（黃大謙 feat. Limi）
- 《搖啊搖》（icyball冰球樂團 feat. Limi）
- 《Plan B》
- 《Bad Babe》
- 《Ice Cream》（feat. EMMA）
- 《夜間限定》（wannasleep李奕賢 feat. Limi）
- 《Thank You》
- 《I Don't Wanna》
- 《Alright》
- 《我們並不可惜》
- 《Peekaboo》
- 《小仙女》
- 《Kiss Me Like It's 2019》
- 《壞壞寶貝》
- 《那些閃電指向你》（Limi、屠衡）
- 《Sui》（Limi、屠衡 feat. 雷擎L8Ching）
- 《雲散去的時候抱緊我》（Limi、屠衡）
- 《一陣風》（Limi、屠衡）
- 《郊遊》（Limi、屠衡）
- 《光合作用》（Limi、屠衡）

專輯
- 《二分之一》
- 《壞壞寶貝》

## 個人演唱會
| 年份 | 日期       | 演唱會名稱                                  | 場地            |       |
| ---- | ---------- | ------------------------------------------- | --------------- | ----- |
| 2019 | 12 月 4 日 | Limi首演《二分之一》專輯發片場              | 台北華山 Legacy | [ 6 ] |
| 2020 | 2 月 23 日 | Limi 首演〈二分之一〉專輯發片場：台中追加場 | 台中 Legacy     | [ 7 ] |
| 2022 | 3 月 20 日 | Limi 戀愛回歸！壞壞寶貝：B 計畫—台北站      | 台北華山 Legacy | [ 8 ] |
| 2022 | 4 月 1 日  | Limi 戀愛回歸！壞壞寶貝：B 計畫—台中站      | 台中 Legacy     |       |

## 擔任演唱會嘉賓
| 年份 | 日期        | 演唱會名稱                                                       | 場地         | 備註   |
| ---- | ----------- | ---------------------------------------------------------------- | ------------ | ------ |
| 2020 | 10 月 17 日 | 「潮流新聲 無限可能」Gt TV 首場 5G 4K 多視角線上及線下串聯演唱會 | 三創生活園區 | [ 9 ]  |
| 2020 | 12 月 9 日  | 2020 誠品室內樂節                                                | 信義誠品店   |        |
| 2022 | 6 月 18 日  | 風光語海音樂會                                                   | 潮境公園     | [ 10 ] |
| 2022 | 12 月 17 日 | 2022 誠品室內樂節                                                | 信義誠品店   |        |

## 提名及獎項
| 年份 | 頒獎典禮                      | 獎項               | 候選人/候選作品 | 最終結果 | 備註   |
| ---- | ----------------------------- | ------------------ | --------------- | -------- | ------ |
| 2019 | 第 31 屆金曲獎                | 最佳演唱錄音專輯獎 | 《二分之一》    | 提名     |        |
| 2019 | Apple Music Awards            | 矚目新人           | Limi            | 提名     |        |
| 2019 | Apple Music Awards            | Top 100            | Limi            | 提名     |        |
| 2020 | 第 15 屆 KKBOX 風雲榜頒獎典禮 | KKBOX 潮流新聲     | Limi            | 提名     | [ 12 ] |
| 2024 | 第 35 屆金曲獎                | 最佳演唱組合獎     | 《自然現象》    | 提名     |        |

## 外部連結
- Limi 的 YouTube 頻道 （页面存档备份，存于）
- Limi 的 Facebook 粉絲專頁 （页面存档备份，存于）
- Limi 的 Instagram 專頁 （页面存档备份，存于）
- Spotify 上的 Limi （页面存档备份，存于）
- KKBOX 上的 Limi （页面存档备份，存于）
- Apple Music 上的 Limi （页面存档备份，存于）